# بروس بيريسفورد
بروس بيريسفورد (بالإنجليزية: Bruce Beresford) (و. 1940  م) هو مخرج أفلام، وكاتب سيناريو أسترالي.

## التعليم
تعلم في جامعة سيدني.

## وصلات خارجية
- بروس بيريسفورد على موقع IMDb (الإنجليزية)
- بروس بيريسفورد على موقع الموسوعة البريطانية (الإنجليزية)
- بروس بيريسفورد على موقع مونزينجر (الألمانية)
- بروس بيريسفورد على موقع ألو سيني (الفرنسية)
- بروس بيريسفورد على موقع تيرنر كلاسيك موفيز (الإنجليزية)
- بروس بيريسفورد على موقع أول موفي (الإنجليزية)
- بروس بيريسفورد على موقع قاعدة بيانات الأفلام السويدية (السويدية)
- بروس بيريسفورد على موقع إن إن دي بي (الإنجليزية)
- بروس بيريسفورد على موقع قاعدة بيانات الفيلم (الإنجليزية)
- بروس بيريسفورد على موقع كينوبويسك (الروسية)